# Antoni Barabasch
Antoni Barabasch (ur. 1745 w Krzanowicach, zm. po 1821 w Krzanowicach) – rzeźbiarz.
Na początku lat 80. XVIII wieku rozpoczął swoją praktykę wykonując ambony, chrzcielnice i ozdoby w kościołach dekanatu hulczyńskiego, kietrzańskiego i głubczyckiego w archidiecezji ołomunieckiej oraz raciborskiego i wodzisławskiego w diecezji wrocławskiej. Na początku XIX wieku do jego praktyki dołącza jego syn - Franciszek. Antoni był również kościelnym w parafii pw. Św. Wacława w Krzanowicach.
Wykonał m.in. w 1789 roku koronę w głównym ołtarzu kościoła pątniczego pw. Narodzenia Najświętszej Marii Panny w Pszowie, która była wzorowana na podobnej umieszczonej w ołtarzu kościoła farnego pw. Wniebowzięcia Najświętszej Marii Panny w Opawie oraz w 1810 roku ambonę i chrzcielnicę w kościele pszowskim wraz ze swoim synem.